# Tauriphila
Tauriphila is een geslacht van libellen (Odonata) uit de familie van de korenbouten (Libellulidae).

## Soorten
Tauriphila omvat 5 soorten:
- Tauriphila argo (Hagen, 1869)
- Tauriphila australis (Hagen, 1867)
- Tauriphila azteca Calvert, 1906
- Tauriphila risi Martin, 1896
- Tauriphila xiphea Ris, 1913